# 五城目町消防本部
五城目町消防本部（ごじょうめまちしょうぼうほんぶ）は、五城目町の消防部局（消防本部）。南秋田郡五城目町を管轄としている。

## 管内の現況
- 管内の人口 - 7,877人

2024年（令和6年）9月30日現在
- 管内の世帯数 - 4,005世帯

2024年（令和元年）9月30日現在
- 管内の面積 - 214.92 km2

2023年（令和5年）4月1日現在

## 組織
消防職員の数は2023年（令和6年）4月1日現在、28人である。
- 消防長（消防司令長）
  - 消防次長（消防司令）
    - 総務係

  - 消防署
    - 総務係
    - 予防係
    - 警防係
    - 救急・救助係